# 圣列奥卡迪亚-德阿尔加马
圣略盖阿达尔格马，是西班牙加泰罗尼亚赫罗纳省的一个市镇。总面积2平方公里，总人口311人（2001年），人口密度156人/平方公里。